# 1866 en philosophie
Chronologie de la philosophie
- 1862
- 1863
- 1864
- 1865
- 1866
- 1867
- 1868
- 1869
- 1870

L’année 1866 a été marquée, en philosophie, par les événements suivants :

## Événements
- Henri-Frédéric Amiel, professeur à l'université de Genève, donne des cours sur la philosophie d'Arthur Schopenhauer[1].
- Le terme qualia ou conscience phénoménale est utilisé pour la première fois par le philosophe américain Charles S. Peirce.

## Publications
- La Philosophie mystique en France à la fin du XVIIIe siècle : Saint Martin et son maître Martinez Pasqualis d'Adolphe Franck, collection « Bibliothèque de philosophie contemporaine » aux éditions Germer Baillière.
- Article « La Liberté de penser » de Paul Janet dans la Revue des Deux Mondes, tome 65.
- Geschichte des Materialismus und Kritik seiner Bedeutung in der Gegenwart de Friedrich-Albert Lange.
- Traduction en français par Louis Peisse de A System of Logic, Ratiocinative and Inductive publié par John Stuart Mill en 1843, sous le titre Système de logique déductive et inductive.
- Philosophia christiana cum antiqua et nova comparata in compendium redacta ad usum scholarum clericalium de Gaetano Sanseverino.
- Philosophie de l'art en Italie : leçons professées à l’École des beaux-arts d'Hippolyte Taine, collection « Bibliothèque de philosophie contemporaine » aux éditions Germer Baillière.

## Naissances
- 17 janvier : Léon Robin, philosophe français, spécialiste de philosophie grecque, mort en 1947.
- 12 février : Léon  Chestov, philosophe russe, mort en 1938.
- 25 février : Benedetto Croce philosophe et homme politique italien, mort en 1952.
- 30 juillet : Addison Webster Moore, philosophe pragmatiste américain, mort en 1930.
- 3 septembre : J. M. E. McTaggart, philosophe métaphysicien anglais, assistant (« lecturer ») de philosophie au Trinity College de Cambridge de 1897 à sa mort en 1925.
- 9 octobre : Louis Rascol, philosophe et pédagogue français, mort en 1951.
- 20 octobre : Kazimierz Twardowski, philosophe polonais, mort en 1938.
- 17 novembre : Voltairine de Cleyre, théoricienne et oratrice politique américaine, morte en 1912.

## Décès
- 16 janvier : Phineas Quimby, philosophe américain, adepte du mesmérisme, né en 1802.
- 6 mars : Ignaz Paul Vital Troxler, philosophe, médecin et ophtalmologue suisse de langue allemande, premier auteur à forger le terme de « préconscient » pour qualifier les aspects inconscients de la vie psychique, né en 1780.
- 19 septembre : Christian Hermann Weisse, philosophe et théologien protestant allemand, né en 1801.
- 15 octobre : Louis Gruyer, philosophe belge, né en 1778.